# Kodumudi
Kodumudi è una suddivisione dell'India, classificata come town panchayat, di 12.669 abitanti, situata nel distretto di Erode, nello stato federato del Tamil Nadu. In base al numero di abitanti la città rientra nella classe IV (da 10.000 a 19.999 persone).

## Geografia fisica
La città è situata a 11° 4' 60 N e 77° 52' 60 E e ha un'altitudine di 143 m s.l.m..

## Società

### Evoluzione demografica
Al censimento del 2001 la popolazione di Kodumudi assommava a 12.669 persone, delle quali 6.345 maschi e 6.324 femmine. I bambini di età inferiore o uguale ai sei anni assommavano a 957, dei quali 513 maschi e 444 femmine. Infine, coloro che erano in grado di saper almeno leggere e scrivere erano 8.836, dei quali 4.917 maschi e 3.919 femmine.